# 남병산
남병산(南屛山)은 대한민국 강원특별자치도 평창군에 있는 산이다. 가리왕산과 이웃하고 있고, 주변에 오대산, 계방산, 발왕산 등이 있다.

## 같이 보기
- 한국의 산

## 참고 문헌
- 한국의 산하 보관됨 2007-08-04 - 웨이백 머신